# Edward Grant
Edward Grant (6 de abril de 1926 — 21 de junho de 2020) foi um historiador americano. Foi nomeado Professor Emérito em 1983. Outras homenagens incluem a  Medalha George Sarton em 1992, como um historiador da Ciência.
Em God and Reason in the Middle Ages, ele demonstra como que a Idade Média, adquiriu uma reputação errônea de uma época de superstição, barbárie, e irracionalidade.

## Publicações selecionadas
Edward Grant publicou mais de noventa artigos e doze livros, incluindo:
- Physical Science in the Middle Ages (1971);
- Much Ado About Nothing: Theories of Space and Vacuum from the Middle Ages to the Scientific Revolution (1981);
- Planets, Stars, & Orbs: The Medieval Cosmos, 1200-1687 (1994);
- The Foundations of Modern Science in the Middle Ages (1996);
- God and Reason in the Middle Ages (2001);
- Science and Religion From Aristotle to Copernicus 400 BC — AD 1550 (2004);
- A History of Natural Philosophy from the Ancient World to the Nineteenth Century (2007).